# Openwashing
Openwashing oder Open Washing (ein zusammengesetztes Wort, das an “Whitewashing” angelehnt ist und von “Greenwashing” abgeleitet wurde) ist ein Begriff, der beschreibt, dass etwas als offen dargestellt wird, obwohl es tatsächlich nicht offen ist. Im Kontext von Openwashing bezieht sich “offen” auf Transparenz, Zugang zu Informationen, Partizipation und Wissensaustausch.

## Verwendung
Der Begriff wurde 2009 von Michelle Thorne, einer Mitarbeiterin von Creative Commons, geprägt. Thorne verwendete die Kampagne “be open. be free. be Berlin” von Berlin Partner als Beispiel für Openwashing. Obwohl die Kampagne zur Einsendung von Fotos aufrief, untersagten die Nutzungsbedingungen die Weiterverwendung der Bilder, was im Widerspruch zum proklamierten Prinzip der Offenheit stand.
Etwa zur gleichen Zeit entstand auch der Begriff „fauxpen“, eine Kombination aus „faux“ (falsch) und „open“. Dieser Begriff wird der Website fauxpensource.org zugeschrieben und bezieht sich speziell auf Software, die als Open Source beworben wird, ohne die Kriterien der Open Source Initiative (OSI) zu erfüllen.
2016 wurde Openwashing auf der Open Exchange for Social Change Unconference in Madrid diskutiert. Dies machte internationale Wissenschaftler mit dem Begriff vertraut, führte jedoch nicht zu einer universellen oder veränderten Definition.
Evgeny Morozov kritisierte den Begriff Openwashing aufgrund seiner mangelnden konkreten Definition von Offenheit. Morozov argumentierte, dass Openwashing aufgrund der vielen Definitionen von Offenheit, Open Source und Open Data in vielen Kontexten verwendet werden kann und “uns hilft, die Authentizität von offenen Initiativen zu hinterfragen”, aber nicht die Barriere zur Offenheit selbst aufzeigt.

## Openwashing durch Regierungen
Ana Brandusescu von der World Wide Web Foundation schrieb, dass Regierungen Openwashing betreiben, “wenn die veröffentlichten Informationen über Regierungsverträge nicht detailliert genug sind, damit die Öffentlichkeit ein vollständiges Bild davon hat, was dieser Vertrag bedeutet”. Dies könnte bedeuten, dass Informationen darüber ausgeschlossen werden, wie Regierungen entscheiden, an wen Aufträge vergeben werden oder wie Geld nach der Zuteilung ausgegeben wurde.
Maximilian Heimstädt untersuchte Open-Data-Initiativen in New York City, London und Berlin, um mögliche Fälle von Openwashing zu messen. Heimstädt fand heraus, dass in allen drei Städten die Regierungen selektiv bei der Veröffentlichung vorgingen, um die Geheimhaltung sensibler Informationen und Transparenz aufrechtzuerhalten. Diese Form des Openwashing ist als Entkopplung bekannt.

## Beispiele für Openwashing in der Privatwirtschaft

### VMWare und Microsoft
2012 beschuldigte Red Hat Inc. VMWare Inc. und Microsoft Corp. des Openwashing in Bezug auf ihre Cloud-Produkte. Red Hat behauptete, dass VMWare und Microsoft ihre Cloud-Produkte als Open Source vermarkteten, obwohl sie Gebühren pro Maschine erhoben, die die Cloud-Produkte nutzte.

## Erkennung von Openwashing
Klint Finley nennt in einem Artikel für Readwriteweb einige Anhaltspunkte zur Erkennung von Openwashing:
1. Lizenzprüfung: Der genaue Text der Lizenz sollte untersucht werden. Die Open Source Initiative bietet eine Liste anerkannter Open-Source-Lizenzen.
2. Community und Verwaltung: Bei Open-Source-Projekten ist es wichtig, wie die Gemeinschaft zum Projekt beitragen kann und wie Entscheidungen über die zukünftige Entwicklung getroffen werden.
3. Open-Core-Modelle: Bei Software, die auf Open-Source-Code basiert, aber mit zusätzlichen proprietären Funktionen vertrieben wird, ist besondere Aufmerksamkeit geboten.
4. API-Nutzungsbedingungen: Bei offenen Schnittstellen (APIs) sollten die Nutzungsbedingungen sorgfältig geprüft werden, da diese bestimmte Nutzungen ausschließen könnten.

## Regulierung
Derzeit gibt es keine explizit definierte Regulierung oder ein Verbot von Openwashing. Bestehende Vorschriften bezüglich irreführender Werbung können jedoch Openwashing rechtlich verhindern. In den Vereinigten Staaten beispielsweise schützt die Federal Trade Commission Kunden vor Betrug und irreführenden Botschaften. In Kanada verhindert der Competition Act, dass Unternehmen Kunden über ihre Produkte und Dienstleistungen, einschließlich ihrer offenen Geschäftspraktiken, in die Irre führen oder täuschen.
Andere Formen des „Washing“ haben zu rechtlichen Schritten geführt. 2022 wurde das internationale Fast-Fashion-Unternehmen H&M von Chelsea Commodore wegen Greenwashing verklagt, wobei laufende Überprüfungen anderer Fast-Fashion-Unternehmen durch nationale Wettbewerbsbehörden möglicherweise weitere rechtliche Schritte nach sich ziehen könnten.